# Каза Вани - ле Селве (Арецо)
Каза Вани - ле Селве је насеље у Италији у округу Арецо, региону Тоскана.
Према процени из 2011. у насељу је живело 68 становника. Насеље се налази на надморској висини од 259 м.